# Pararge dentata
Pararge dentata är en fjärilsart som beskrevs av Crombrugghe 1911. Pararge dentata ingår i släktet Pararge och familjen praktfjärilar. Inga underarter finns listade i Catalogue of Life.